# 2018年希腊大火
2018年希腊大火，或稱2018年希臘山火，是2018年7月23日下午在希腊首都雅典附近發生的一系列森林火災。这次大火导致希腊海滨度假小镇馬蒂几乎全部烧毁，拉菲那超过一千栋房屋和三千两百辆汽车被烧毁。馬蒂和新武特扎斯大量建築被燒毀。國防部發放日前搜救的片段，救援人員周二救起超過700人，目前至少仍然有數十人失蹤，當局加緊搜索；又著手辨認死者身份。
第一起野火始於7月23日下午，在雅典城西的金內塔市開始延燒。隨後不久，雅典東北的本特利山又發生另一起大火。在風勢助長下，兩起大火不斷蔓延，希臘政府出動了250台消防車以及超過600名消防員試圖控制火勢。
不少民眾未能及時逃生遇難，亦有數百人為求生跳入海中，部分人不幸缺氧死亡。當地市長擔心死亡人數會進一步增加至超過一百人。
截至8月5日，大火已经造成了90人死亡，187人受伤。这是希腊自2007年森林大火来遭遇的最严重火灾。希腊政府已宣布全国进入三天哀悼期。

## 时间轴
欧洲东部时间2018年7月23日13:00，金內塔市附近发生火灾。数小时后，在本特利山附近发生了第二起火灾。因为强劲的风速，两起火灾都迅速蔓延。金內塔市的火灾烧毁了房屋，而本特利山的火灾则席卷了海滩。大火迅速蔓延，无数的交通工具和房屋被摧毁。

## 国际援助
- 阿尔巴尼亚[7]
- [8]
- 保加利亚[9]
- [10]
- 賽普勒斯[11]
- 欧洲联盟
- 以色列[12][13]
- 義大利
- 德国[14]
- 北馬其頓
- 馬爾他[9]
- 蒙特內哥羅[9]
- 波蘭
- 葡萄牙
- 羅馬尼亞
- 俄羅斯[15]
- 塞爾維亞[16]
- 西班牙
- 土耳其[14]
- 美国